# إدوين بيمبرتون
إدوين بيمبرتون (بالإنجليزية: Edwin Pemberton)‏ هو لاعب كرة قدم أسترالية أسترالي، ولد في 20 يونيو 1908، وتوفي في 4 نوفمبر 1989.

## وصلات خارجية
- إدوين بيمبرتون على موقع AustralianFootball.com (الإنجليزية)
- إدوين بيمبرتون على موقع AFLtables.com (الإنجليزية)